# 圣索沃尔维拉日
圣索沃尔维拉日（法語：Saint-Sauveur-Villages，法語發音：[sɛ̃ sovœʁ vilaʒ]）是法国芒什省的一个市镇，属于库唐斯区。该市镇于2019年由原市镇圣索沃尔朗德兰、昂克特维尔、勒梅尼尔比、拉龙德艾、圣欧班迪佩龙、圣米歇尔-德拉皮埃尔和沃德里梅尼勒合并而成，行政中心位于圣索沃尔朗德兰。

## 地理
圣索沃尔维拉日（49°7'52"N, 1°24'44"W）面积53.7 平方千米，位于法国诺曼底大区芒什省，该省份为法国西北部沿海省份，西、北、东北三面环大西洋，东起顺时针与卡爾瓦多斯省、奧恩省、马耶讷省和伊勒-维莱讷省接壤。
与圣索沃尔维拉日接壤的市镇（或旧市镇、城区）包括：佩里耶、米利埃、米讷维尔勒班加尔、拉旺德莱、蒙蒂雄、康贝农、蒙屈、弗热尔、圣马丹多比尼、滨海古维尔。
圣索沃尔维拉日的时区为UTC+01:00、UTC+02:00（夏令时）。

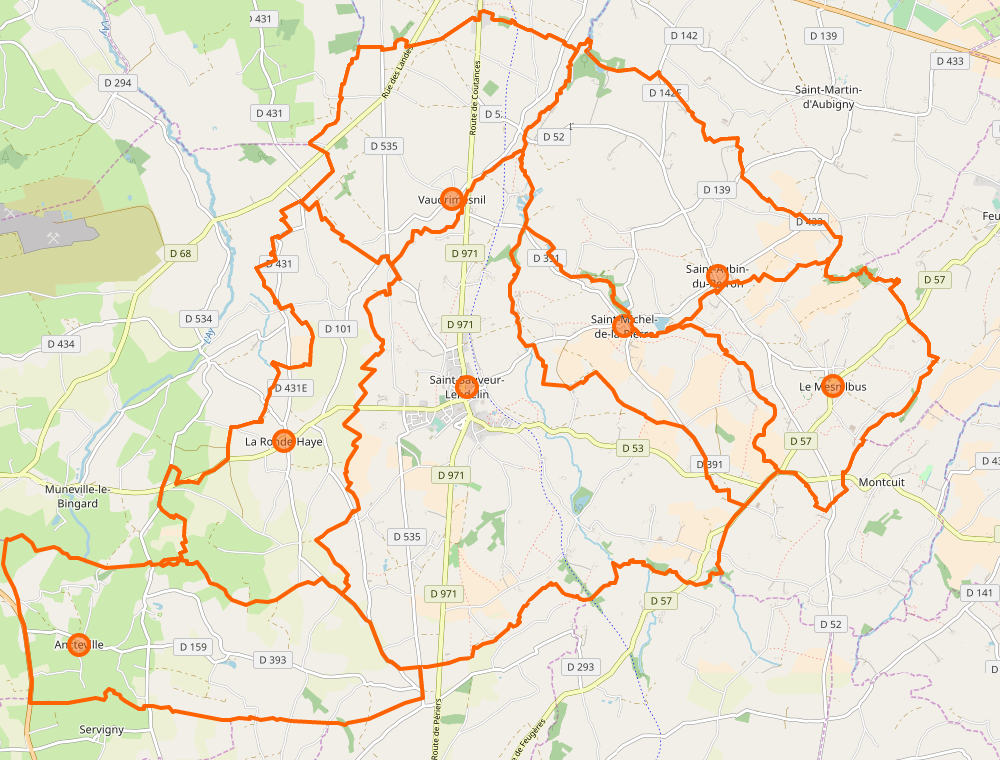
圣索沃尔维拉日的OSM定位图

## 行政
圣索沃尔维拉日的邮政编码为50490，INSEE市镇编码为50550。

## 政治
圣索沃尔维拉日所属的省级选区为阿贡-库坦维尔县。

## 人口
圣索沃尔维拉日于2022年1月1日时的人口数量为3250人。